# Relationer mellan Armenien och Jordanien
Relationer mellan Armenien och Jordanien inleddes på diplomatisk nivå 18 juni 1996. Armeniska politiker har gjort flera besök till Jordanien, bland dem Raffi Hovhannissian (mars 1992), Aleksandr Arzumanjan (mars 1997), Vardan Oskanian (februari 1999) och Edvard Nalbandjan (februari 2009).